# كيت داونز
كيت داونز (بالإنجليزية: Kit Downes)‏ هو عازف جاز وعازف بيانو بريطاني، ولد في 26 مايو 1986 في نورتش في المملكة المتحدة.